# Andamlak Belihu
Andamlak Belihu (né le 20 novembre 1998) est un athlète éthiopien, spécialiste des courses de fond.
Le 11 juin 2017, il établit à Hengelo son record personnel sur 10 000 m en 27 min 20 s 57, en terminant 4e d'une course remportée par trois autres Éthiopiens dont Abadi Hadis, record qu’il améliore à Londres lors des Championnats du monde où il termine 10e en 27 min 8 s 94, le 4 août 2017.
En 2018, il devient vice-champion d'Afrique du 10 000 m.

## Palmarès
| Date | Compétition            | Lieu  | Résultat | Épreuve  | Temps          |
| ---- | ---------------------- | ----- | -------- | -------- | -------------- |
| 2018 | Championnats d'Afrique | Asaba | 2e       | 10 000 m | 29 min 11 s 09 |